# 莫韦桑
莫韦桑（法語：Mauvaisin，法語發音：[movɛzɛ̃]）是法国上加龙省的一个市镇，属于图卢兹区。

## 地理
莫韦桑（43°21'17"N, 1°32'59"E）面积11.05 平方千米，位于法国奧克西塔尼大區上加龙省，该省份为法国西南部内陆省份，西南端与西班牙接壤，自此顺时针与上比利牛斯省、热尔省、塔恩-加龙省、塔恩省、奥德省和阿列日省接壤。
与莫韦桑接壤的市镇（或旧市镇、城区）包括：圣莱昂、艾涅、欧拉涅、欧特里沃、桑特加贝勒。

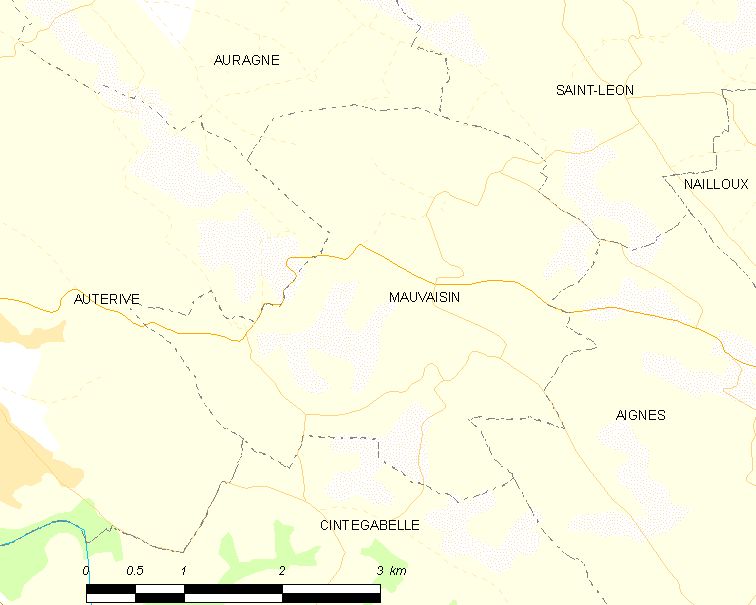
莫韦桑的OSM定位图

莫韦桑的时区为UTC+01:00、UTC+02:00（夏令时）。

## 行政
莫韦桑的邮政编码为31190，INSEE市镇编码为31332。

## 政治
莫韦桑所属的省级选区为埃斯卡尔康斯县。

## 人口

1962-2008年间莫韦桑人口变化图示

莫韦桑于2022年1月1日时的人口数量为221人。